# Cissuvorini
Cissuvorini zijn een geslachtengroep van de wespvlinders (Sesiidae). 

## Taxonomie
Bij de tribus zijn de volgende geslachten ingedeeld:
- Toleria Walker, 1865
- Chimaerosphecia Strand, 1916
- Glossosphecia Hampson, 1919
- Cissuvora Engelhardt, 1946
- Dasysphecia Hampson, 1919